# Joey Badass
Joey Badass (reso graficamente Joey Bada$$), pseudonimo di Jo-Vaughn Virginie Scott (New York, 20 gennaio 1995), è un rapper e attore statunitense.

## Biografia
Nato in una famiglia con radici caraibiche, in particolare di origine di Santa Lucia da parte di madre, cresce a New York, nel quartiere di Bedford-Stuyvesant. Inizia a scrivere le prime canzoni all'età di 11 con l'alias di JayOhVee. Frequenta inizialmente Edward R. Murrow High School , per poi spostarsi successivamente sulla musica e concentrarsi sul rap. Qui insieme ad alcuni suoi amici fonda il collettivo hip hop Pro Era. Inizia a farsi conoscere dal pubblico nel 2011 grazie ad alcuni freestyle pubblicati su YouTube e ripostati dal sito WorldStarHipHop. I video attirano l'attenzione di Jonny Shipes, il presidente del Cinematic Music Group, che presto diviene il suo manager.

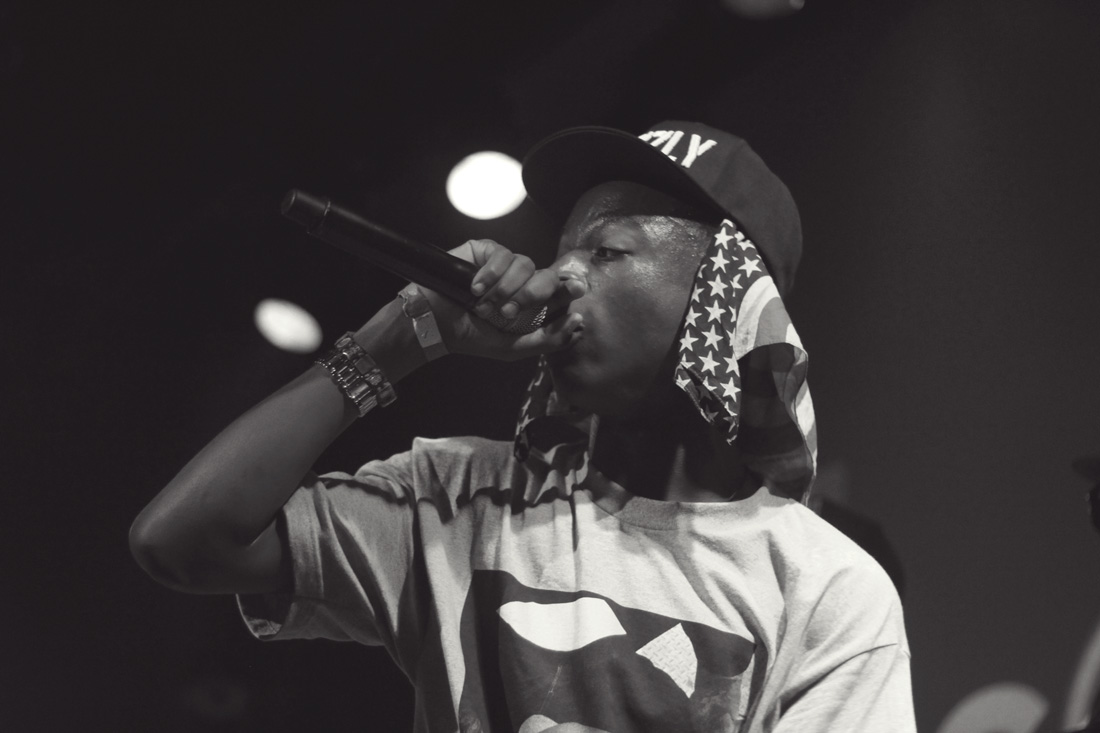
Joey Badass sul palco a New York nel 2012

Ha pubblicato nel giugno 2012 il mixtape 1999, il suo primo mixtape da solista. Il mixtape incrementa nella scena underground la sua popolarità e quella della PRO ERA. 1999 viene riportato in 32ª posizione da Complex magazine nella classifica dei migliori album dell'anno e viene eletto miglior mixtape del 2012 da HipHopDX.
Il 1 luglio 2013 pubblica Summer Knights, il suo secondo mixtape. Il 29 ottobre 2019 rilascia Summer Knights EP, contenente 4 canzoni già presenti nell'omonimo mixtape e tre brani inediti. L'EP debutta alla 48ª posizione della classifica Top R&B/Hip-Hop Albums di Billboard.
Tra il 2012 ed il 2015 ha collaborato con ASAP Rocky, Kendrick Lamar, Yelawolf, Statik Selektah, Raekwon, Kiesza e altri. 
Il suo album di debutto B4.DA.$$ è uscito nel gennaio 2015 e ha raggiunto la quinta posizione della classifica Billboard 200.
Nel luglio 2016, esordisce come attore nella seconda stagione della serie TV Mr. Robot.
Il primo settembre 2016 vince i BMI R&B/Hip-Hop Awards nella categoria "Social star".
Il 7 aprile del 2017 pubblica il suo secondo album, All-Amerikkkan Bada$$,anticipato dai singoli Devastated e Land of the Free. Il rapper XXXTentacion nel 2018 ha annunciato un progetto in collaborazione con Joey Badass, confermato da Joey stesso il 20 gennaio. Dopo avere pubblicato su SoundCloud un remix di King's Dead e l'inedito Infinity(888) presente nel disco ?, l'assassinio di XXXTentaction ha bloccato il progetto, nel dicembre del 2020 l'artista compare nell'album postumo Bad Vibes Forever con il brano Daemons.
Nell'aprile del 2018 diventa padre, all'età di 23 anni. A partire dal 2019 interpreta un ruolo nelle serie Boomerang, Wu-Tang: An American Saga e Grown-ish.
Nel 2020 con il supergruppo Beast Cost, di cui è parte la PRO ERA, partecipa all'album Escape From New York. Successivamente pubblica l'EP The Light Pack contente tre tracce, con una collaborazione con il rapper Pusha T. Prende parte come protagonista al cortometraggio Due estranei, uscito il 20 novembre 2020, il quale vince nella categoria miglior cortometraggio ai Premi Oscar del 2021. Nel 2021 partecipa al film Beauty in uscita su Netflix, a cui lavorano anche Sharon Stone e Giancarlo Esposito.
Il 16 gennaio 2021 collabora con Lous and the Yakuza nel realizzare il remix del suo singolo Amigo. Nel luglio 2022 pubblica il suo terzo album in studio 2000.

## Influenze

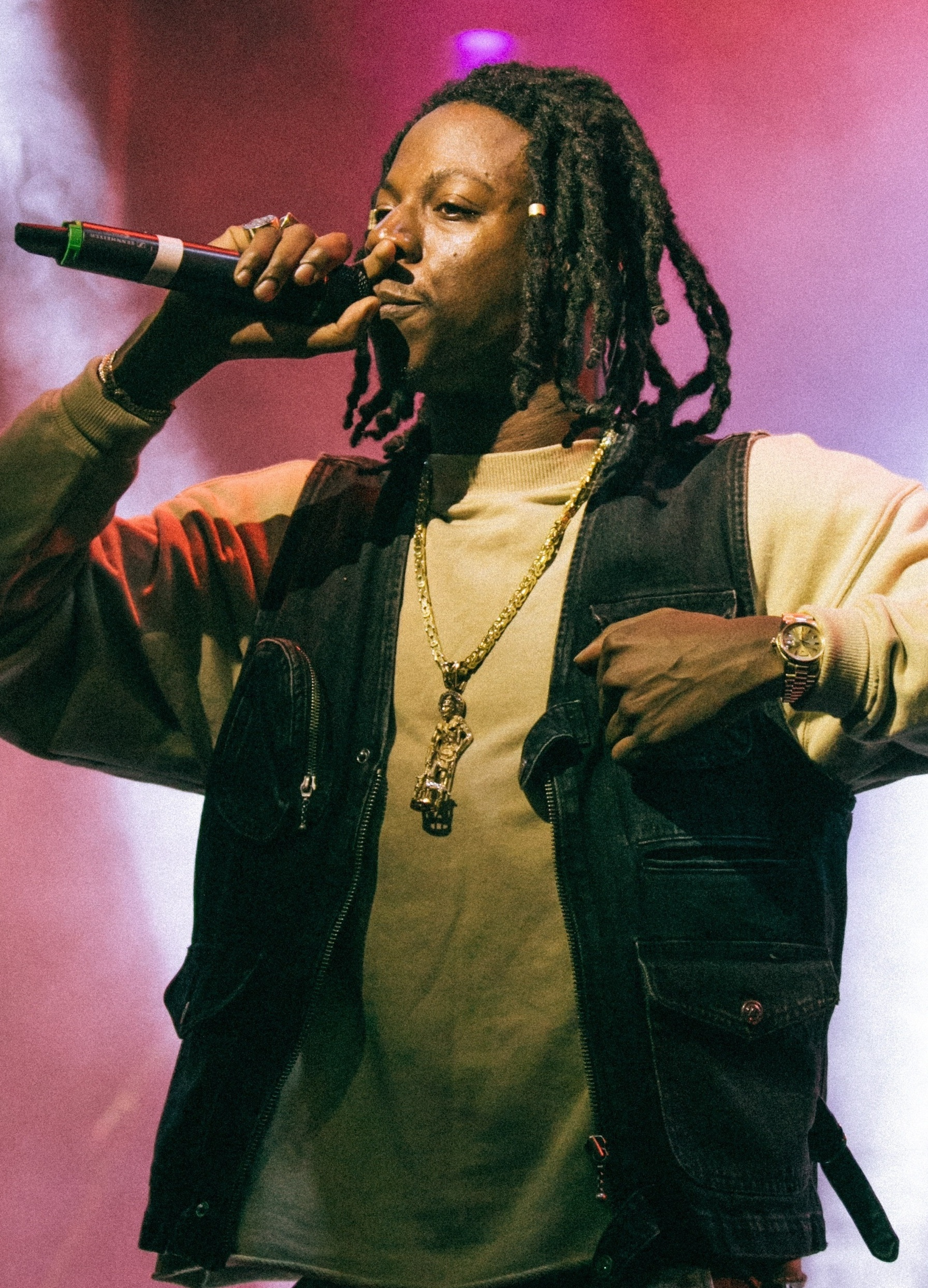
Joey Badass nel 2017

Ha dichiarato di essere stato particolarmente influenzato da J Dilla, oltre ad artisti come Nas, Tupac Shakur, Black Thought, MF DOOM, Andre 3000, Jay Z, e The Notorious B.I.G.. Per il suo stile è stato paragonato a Big L e i suoi lavori sono stati accostati a Illmatic di Nas.

## Controversie

### Problemi legali
Il 2 gennaio del 2015, prima di salire sul palco del Falls Festival, a Byron Bay nel Nuovo Galles del Sud, viene arrestato per avere colpito ripetutamente al volto e rotto il naso ad una guardia che aveva chiesto al rapper di identificarsi. Viene così chiamato a presentarsi davanti al tribunale australiano il 19 di marzo. Le accuse al rapper sono poi cadute.

### Disputa con Troy Ave
Nel 2015 alcuni tweet di Joey Badass hanno acceso una disputa tra lui e Troy Ave. Joey, che aveva inizialmente speso parole di elogio verso Troy Ave, ha poi pubblicato un dissing verso quest'ultimo nel suo brano Ready. Troy ha risposto col brano Badass, nel quale oltre a scagliarsi contro Joey ha preso di mira Capital Steez, morto suicida, ricevendo pesanti critiche da fan e altri membri della scena. Joey ha risposto al rapper con un freestyle intitolato Five Fingers of Death. Il rapper Fat Joe ha dichiarato di avere provato a fare da paciere tra i due senza riuscirci.

## Filantropia
Ha raccolto e devoluto 10 000 $ alla sua ex scuola, la Edward R. Murrow High School, grazie a una collezione di vestiti realizzata in collaborazione con J Dilla. Nel maggio del 2020 dona 25 000 $ per supportare i senza fissa dimora di New York nel corso della crisi dovuta alla pandemia di COVID-19.

## Curiosità
All'età di 17 anni ha rifiutato un contratto offerto da Jay-Z per la Roc-A-Fella Records per proseguire il suo progetto come indipendente. Nel 2017 ha dovuto annullare tre date del suo tour dopo avere volutamente osservato un'eclissi senza occhiali, incurante dei rischi.

## Discografia solista

### Album in studio
- 2015 – B4.DA.$$
- 2017 – All-Amerikkkan Bada$$
- 2022 – 2000

### EP
- 2013 – Summer Knights EP
- 2020 – The Light Pack

### Mixtape
- 2012 – 1999
- 2012 – Rejex
- 2013 – Summer Knights

## Filmografia

### Cinema
- Due estranei (Two Distant Strangers), regia di Travon Free e Martin Desmond Roe (2020) - cortometraggio
- Beauty, regia di Andrew Dosunmu (2022)

### Televisione
- Mr. Robot – serie TV, 13 episodi (2016-2019)
- Boomerang – serie TV, 4 episodi (2019-in corso)
- Wu-Tang: An American Saga[29] – serie TV, 3 episodi (2019)
- Grown-ish – serie TV, 4 episodi (2019-2021)